# Bernd Schipmann
Bernd Schipmann (* 5. Juli 1994 in Münster, Deutschland) ist ein deutsch-philippinischer Fußballspieler.

## Karriere

### Verein
Bernd Schipmann begann seine Karriere in der Jugendmannschaft des SC Greven 09 in Greven. 2008 wechselte er in die Jugend des VfL Osnabrück. Mit der U17-Mannschaft aus Osnabrück spielte er in der B-Junioren-Bundesliga Nord/Ost. Nach zwei Jahren wechselte er nach Frankfurt am Main zur Frankfurter Eintracht. Mit der Eintracht spielte er 24-mal in der B-Junioren-Bundesliga Süd/Südwest. FC Schalke 04 nahm ihn 2012 unter Vertrag. Mit den Blau-Weißen trat er in der U19-Bundesliag West an. Nach der Jugend wechselte er in die Knappenschmiede des Vereins. Mit der Zweiten Mannschaft spielte er in der Regionalliga West. Hier kam er 2014 zweimal zum Einsatz. Im Juli 2015 unterschrieb er einen Vertrag bei Holstein Kiel. Die Erste Mannschaft von Holstein spielte in der Dritten Liga, die Zweite Mannschaft in der Oberliga Schleswig-Holstein. Für die Drittligamannschaft kam er in der dritten Liga nicht zum Einsatz. Für die Erste stand er einmal im Pokal zwischen den Pfosten. Im Endspiel um den SHFV-Pokal stand er die kompletten 90 Minuten auf dem Spielfeld. Das Endspiel gegen den SV Eichede gewann man mit 4:2. Für die Zweite absolvierte er 59 Oberligaspiele. 2018 wechselte er zu Rot Weiss Ahlen. Der Verein aus Ahlen spielte in der Oberliga Westfalen sowie in der Regionalliga West. Für Ahlen stand er insgesamt 61-mal zwischen den Pfosten. Im Juli 2021 zog es ihn nach Thailand und Schipmann unterschrieb dort einen Vertrag beim Erstligisten Ratchaburi Mitr Phol. Hier stand er zwar schon mehrfach im Spieltagskader, doch zu einem Einsatz reichte es nicht. Am 25. April 2022 wurde sein Vertrag dann wieder aufgelöst und Schipmann war bis Februar 2023 ohne neuen Verein, bis er bei Forward Madison FC in der USL League One einen Vertrag bis zum Saisonende unterzeichnete und schließlich am 26. März 2023 sein Debüt in der USL League One, und somit mit 28 Jahren sein Profidebüt, gab und seitdem Stammkeeper bei Forward Madison ist. Nach Auslauf des Vertrages wurde dieser um eine Saison verlängert.

### Nationalmannschaft
Bernd Schipmann spielt seit 2021 für die A-Nationalmannschaft der Philippinen. Sein Debüt gab er am 7. Juni 2021 bei einer 0:2-Niederlage im WM-Qualifikationsspiel gegen China. Hier stand er in der Startelf und spielte die kompletten 90 Minuten. Bei der Südostasienmeisterschaft Ende des Jahres in Singapur stand er zwar im Kader, kam jedoch zu keinem Einsatz.

## Erfolge
Holstein Kiel
- SHVF-Pokalsieger: 2017

## Persönliches
Bernd Schipmann wurde als Sohn eines Deutschen und einer Philippina geboren.